# J. Spencer Trimingham
John Spencer Trimingham (* 17. November 1904; † 6. März 1987) war ein britischer Gelehrter und christlicher Missionar, der über den Islam und das Christentum arbeitete. Er war Professor an der Near East School of Theology in Beirut. Seine Themenschwerpunkte bilden der Islam in Afrika und der Sufismus. Als Klassiker gilt sein Werk über die Sufiorden (The Sufi Orders in Islam, 1971).

## Publikationen (Auswahl)
- Sudan colloquial Arabic. 2nd. rev. ed., London, 1946
- The Christian approach to Islam in the Sudan. London, Oxford University Press, 1948
- Islam in the Sudan. London, Oxford University Press, 1949 Digitalisat
- Islam in Ethiopia. London, Oxford University Press, 1952
- Islam in West Africa. Oxford, Clarendon Press, 1959
- A History of Islam in West Africa. London, Oxford University Press, 1964
- Islam in East Africa. Oxford, Clarendon Press, 1964. (Repr. New York, 1980: ISBN 0-8369-9270-9)
- The Influence of Islam upon Africa. London, Longmans, 1968
- The Sufi Orders in Islam. Oxford, Clarendon Press, 1971. ISBN 0-19-826524-7 (Repr. 1998: ISBN 0-19-512058-2) Digitalisat
- Two worlds are ours. A study of time and eternity in relation to the Christian Gospel freed from the tyranny of the Old Testament reference. Beirut, Librairie du Liban, 1971
- Christianity among the Arabs in pre-Islamic times. London, Longman, 1979. ISBN 0-582-78081-0

| Personendaten    | Personendaten                                   |
| ---------------- | ----------------------------------------------- |
| NAME             | Trimingham, J. Spencer                          |
| ALTERNATIVNAMEN  | Trimingham, John Spencer (vollständiger Name)   |
| KURZBESCHREIBUNG | britischer Gelehrter und christlicher Missionar |
| GEBURTSDATUM     | 17. November 1904                               |
| STERBEDATUM      | 6. März 1987                                    |